# 그리스 왕국
그리스 왕국(그리스어: Βασίλειον της Ελλάδος 바실리온 티스 엘라도스[*])은 1832년 유럽 열강(대영 제국, 프랑스, 러시아 제국)이 런던 회의로 그리스에 세운 나라이다. 그리스 왕국은 콘스탄티노폴리스 조약에서 오스만 제국에서 완전히 독립을 확보하여 국제적으로 승인받았으며, 15세기 중반 비잔티움 제국이 멸망한 이래 최초의 완전한 그리스의 독립 국가를 이루었다. 왕국은 그리스 독립 전쟁 당시 그리스 과도 정부를 계승하였으며, 1924년 왕정이 폐지되었다가(그리스 제2공화국) 1935년에 복고되었으며, 군사 정권의 7년 독재를 거친 후 1974년에 다시 폐지되어 오늘날의 그리스 제3공화국으로 이어지고 있다. 1832년부터 1863년까지는 독일계인 비텔스바흐 왕가의 오톤이 왕국을 다스렸으며, 그 이후부터 1974년까지는 덴마크계 글뤽스부르크 왕가 출신이 왕이 되었다.

## 비텔스바흐 왕가
1821년부터 그리스인들은 오스만 제국에 대항하여 봉기하였으며, 1829년까지 독립 투쟁을 하였다. 그리스의 독립 국가 정부로는 1828년 요안니스 카포디스트리아스 백작의 과도 정부가 있었으나, 1831년 그가 암살당하면서 그리스는 내전 상태에 빠졌다. 이 때 열강이 간섭하여 그리스에 왕국을 세우기로 결정하였다. 1832년 런던 회의 (1832년)에서 영국, 프랑스, 러시아 제국은 당시 17세였던 비텔스바흐 왕가의 바이에른 공 오톤(오토)을 그리스 왕국의 초대 국왕으로 세웠다. 그리스에 올 당시 오톤은 성년이 아니었기 때문에 1835년까지 섭정 회의가 그의 이름으로 나라를 다스렸다. 1835년에 오톤은 친정을 시작하면서 바이에른 사람을 고문으로 선택하여 국가 평의회 의장으로 임명하였다. 때때로 국왕이 친히 평의회 의장을 맡기도 하였다.

## 9월 3일 혁명
1843년 오톤과 "바이에른인의 지배"에 대한 불만이 극에 달하여 그리스인들이 헌법 제정을 요구하기 시작하였다. 처음에 오톤은 헌법 승인을 거부하였는데, 독일군이 왕국에서 철수하자마자 곧 군사 정변이 일어났다. 1843년 9월 3일 디미트리오스 칼레르이스 대령과 존경받은 독립 투사 요안니스 마크리얀니스가 이끄는 보병대가 아테네의 궁궐 앞 광장에 집결하였다. 반란군은 왕이 헌법을 승인하는 데 동의할 때까지 해산하기를 거부하였으며, 국가 평의회에 그리스인을 들여 보내고 상설 국회를 소집하며, 오톤이 직접 반란의 지도자들을 용서하도록 요구하였다. 오톤은 군대의 압력에 굴복하여 대중의 요구를 들어주었다.

## 글뤽스부르크 왕가

그리스 왕국의 국왕기. 그리스 국기와 비슷하나, 국왕기에는 세밀한 왕관 문양과 테두리선이 있다.

그리스 왕국의 해군기

1862년 오톤이 폐위되자 당시 17세였던 덴마크의 빌헬름 공이 입헌 군주로 선출되었는데, 이 사람이 요르요스 1세이다. 그는 50년간 재위하였으며, 치세 동안 그리스의 영토는 확대되고(그가 즉위하자 영국은 이오니아 제도를 그리스에 할양하였다), 경제 발전을 이루었으며, 왕실과는 상관없이 선거에서 가장 많이 득표한 정당 지도자가 정부의 수반이 된다는 생각이 받아들여졌다. 그러나, 요르요스 1세도 정치에 적극적으로 활동하였다. 요르요스는 제1차 발칸 전쟁에서 그리스가 승리하여 병합한 지 얼마 안 된 테살로니키에서 1913년에 암살되었다.
요르요스 1세의 뒤를 이어 아들 콘스탄티노스 1세가 즉위하였다. 그는 친히 군사령관으로 활약하여 그리스의 영토를 넓혔다. 그는 독일에서 교육받았고, 독일 황제의 딸 소피아와 혼인하였다. 콘스탄티노스는 친독일파로 여겨졌으며, 삼국 협상을 지지하는 엘레프테리오스 베니젤로스와 대립하였다. 제1차 세계 대전에서 콘스탄티노스는 그리스가 중립을 지키게끔 공공연히 노력하면서 이러한 시각을 뒷받침하였다. 연합국은 엘레프테리오스 베니젤로스를 지원하였으며, 이후 국론 분열의 시대에 아테네와 테살로니키에 각각 두 정부가 수립되었다. 그리스는 삼국 협상에 가입하였으며, 콘스탄티노스 1세는 1917년 퇴위당하고 아들 알렉산드로스 1세가 즉위하였다. 그리스는 승전국 편에 선 덕분에 스미르나를 비롯한 소아시아 영토를 얻었다. 그러나, 1920년 알렉산드로스 1세는 원숭이에 물려 죽었고, 아버지 콘스탄티노스 1세가 복위하였다가 그리스-터키 전쟁 (1919년~1922년)에서 그리스가 패배하면서 콘스탄티노스 1세는 다시 폐위되어 시칠리아에서 망명 중에 세상을 떠났다.
콘스탄티노스의 뒤를 이어 장자 요르요스 2세가 즉위하였으나, 1924년 그리스 제2공화국이 선포되면서 나라를 떠나야 했다. 1935년 요르요스 콘딜리스가 군사 정변을 일으켜 공화제를 폐지하였으며, 국민 투표로 왕정 복고를 승인받았다. 요르요스 2세는 다시 나라로 돌아왔으며, 메탁사스의 독재 정권을 적극 지지하였다. 1941년 그리스는 독일의 침략을 받아 그는 정부와 함께 이집트로 망명하였다. 요르요스는 1946년에야 그리스로 귀환하였으며, 1947년에 죽을 때까지 재위하였다.
그 뒤 요르요스 2세의 막내 동생 파블로스 1세가 즉위하여 1947년부터 1964년까지 재위하였다. 아들 콘스탄티노스 2세가 뒤를 이었으나, 1967년 12월 그리스 군사 정권에 대항하는 역쿠데타가 실패한 뒤 망명하게 된다. 군사 정권은 국왕 대신 불법으로 섭정을 임명하였으며, 1973년에 결국 신중하게 조작한 국민 투표로 군주정을 불법적으로 폐지하였다. 1973년 6월 1일 요르요스 파파도풀로스는 그리스의 대통령으로 취임하였다.
군사 정권이 사실상 종식된 후에도 콘스탄티노스 2세는 복위되지 못하였다. 1974년 왕정 복고를 놓고 국민 투표가 시행되었는데, 여기서 그리스인 69%가 군주정 폐지에 찬성하였다.

## 역대 국왕
- 오톤 (Όθων, 1832-1863)
- 요르요스 1세 (Γεώργιος A', 1863-1913)
- 콘스탄티노스 1세 (Κωνσταντίνος A', 1913-1917/1920-1922)
- 알렉산드로스 1세 (Αλέξανδρος Α΄, 1917-1920)
- 요르요스 2세 (Γεώργιος Β', 1922-1924/1935-1940/1946-1947)
- 공화정-1924년 - 1935년
- 파블로스 1세 (Παύλος Α΄, 1947-1964)
- 콘스탄티노스 2세 (Κωνσταντίνος Β', 1964-1973)

## 같이 보기
- 그리스 독립 전쟁
- 근대 그리스
- 그리스 내전